# 「僕にできること」いま歌うシリーズ
『「僕にできること」いま歌うシリーズ』（ぼくにできること　いまうたうシリーズ）は、ASKAのカバー・アルバム。2012年12月22日の仙台サンプラザよりコンサート会場限定で先行販売を行い、2013年3月27日に一般発売された。発売元はユニバーサル シグマ。

## 解説
近年コンサートの中で、ASKAは子供の頃から好きである昭和歌謡の名曲をカバーし披露していた。
そんな中、2011年に東日本大震災が発生した事を受けて、レコーディングしたカバー音源を配信し、得られる収益を寄付できないかと考えて、取り組み始めた活動が「いま歌う」シリーズである。
2011年4月に「廃墟の鳩」と「上を向いて歩こう」をiTunes Storeで配信したのを皮切りに、コンスタントに配信リリースが続き、それらのカバー曲に未発表のレコーディングされたカバー曲をプラスし、アルバム化したのが本作である。
よって、本作は「東日本大震災復興支援アルバム」と名付けられ、ASKA個人の収益は寄付され、セーブ・ザ・チルドレン・ジャパンを通して、復興支援活動に活用される仕組みとなっている。

## 収録曲
| #         | タイトル                               | 作詞       | 作曲         | 編曲       | 時間  |
| --------- | -------------------------------------- | ---------- | ------------ | ---------- | ----- |
| 1.        | 「君は薔薇より美しい」                 | 門谷憲二   | ミッキー吉野 | 澤近泰輔   | 3:40  |
| 2.        | 「巴里にひとり」(日本語訳詞：山上路夫) | G.Sinoue   | G.Costa      | 澤近泰輔   | 3:42  |
| 3.        | 「木綿のハンカチーフ」                 | 松本隆     | 筒美京平     | 澤近泰輔   | 4:57  |
| 4.        | 「さらば恋人」                         | 北山修     | 筒美京平     | 十川ともじ | 4:11  |
| 5.        | 「廃墟の鳩」                           | 山上路夫   | 村井邦彦     | 十川ともじ | 4:12  |
| 6.        | 「上を向いて歩こう」                   | 永六輔     | 中村八大     | 澤近泰輔   | 3:42  |
| 7.        | 「生きがい」                           | 山上路夫   | 渋谷毅       | 澤近泰輔   | 3:15  |
| 8.        | 「蒼い星くず」                         | 岩谷時子   | 弾厚作       | 十川ともじ | 3:08  |
| 9.        | 「七色のしあわせ」                     | 岩谷時子   | いずみたく   | 澤近泰輔   | 3:26  |
| 10.       | 「旅人よ」                             | 岩谷時子   | 弾厚作       | 十川ともじ | 4:30  |
| 11.       | 「ここに幸あり」                       | 高橋掬太郎 | 飯田三郎     | 十川ともじ | 3:38  |
| 12.       | 「見上げてごらん夜の星を」             | 永六輔     | いずみたく   | 十川ともじ | 4:17  |
| 合計時間: | 合計時間:                              | 合計時間:  | 合計時間:    | 合計時間:  | 46:38 |

## 楽曲解説
※ASKAのコメントは、僕にできること（いま歌うシリーズ） Official Web Site を参照している。
1. 君は薔薇より美しい
布施明が1979年に発売したシングル曲。
ASKAは、2005年から2006年にかけて開催したコンサートツアー『ASKA Concert Tour 05>>06 My Game is ASKA』でこの曲を披露しており、以後コンサートでカバー曲が演奏される事になる。
2. 巴里にひとり
沢田研二が1975年に発売したシングル曲。
またこの曲は、「MON AMOUR JE VIENS DO BOUT DU MONDE」（モナ・ムール・ジュ・ヴィアン・ドゥ・ブ・ドゥ・モンド）というタイトルで沢田本人がフランス語で歌ったバージョンが、現地で発売されている。
高校生の頃にこの曲を聴いたASKAは、なんだかおしゃれな感じに聞こえたという。
3. 木綿のハンカチーフ
太田裕美が1975年に発売したシングル曲。その年の年間売り上げ4位となった。
ASKAは、2012年のコンサート『ASKA CONCERT 2012 昭和が見ていたクリスマス!? Prelude to The Bookend』や、その後のコンサートツアー『ASKA CONCERT TOUR 12>>13 ROCKET』でこの曲を披露している。
CHAGE&ASKAの楽曲「no no darlin'」作詞の時に、この曲が浮かんだとアルバム『GUYS』のブックレットに記載されている。
4. さらば恋人
堺正章が1971年に発売したシングル曲。第13回日本レコード大賞・大衆賞受賞。
ASKAが最も歌謡曲に夢中になっていた時代の歌であるという。
5. 廃墟の鳩
ザ・タイガースが1968年に発売したシングル曲。
ASKAは2009年のコンサート『THE MELODY YOU HEARD THAT NIGHT 昭和が見ていたクリスマス』でこの曲をカバーしていた。
「現状と重なる部分がたくさんある曲」だと述べている。
6. 上を向いて歩こう
坂本九のシングル曲にして、日本のみならず、アメリカでも「SUKIYAKI」のタイトルでヒットチャート1位を獲得した曲。1961年発売だが、その後数多くのカバー作品が発表されている。
今回の「いま歌う」シリーズで最初に取り掛かった曲である。
7. 生きがい
由紀さおりが1970年に発売したシングル曲。
2009年のコンサート『THE MELODY YOU HEARD THAT NIGHT 昭和が見ていたクリスマス』で演奏されていた。
ASKAは、男性に尽くす女性の歌で、精一杯抑え目にやさしく歌わせてもらったという。
8. 蒼い星くず
加山雄三が1966年に発売したシングル曲。
加山に曲を聴いてもらったところ、お褒めの言葉を頂けた事にASKAは恐縮したそうだ[5]。
9. 七色のしあわせ
ピンキーとキラーズが1969年に発売したシングル曲。
2009年のコンサートツアー『ASKA CONCERT TOUR 2009 WALK』では、「恋の季節」をカバーしていた。
10. 旅人よ
加山雄三の曲で、1966年に発売したシングル「夜空を仰いで」のB面に収録された。
1997年に発売された加山への還暦祝いトリビュート・アルバム『60 CANDLES』では、ASKAが「夜空を仰いで」をカバーしている。
11. ここに幸あり
大津美子の1956年に発売された曲であり、同名映画の主題歌としてヒットした。
2012年のコンサート『ASKA CONCERT 2012 昭和が見ていたクリスマス!? Prelude to The Bookend』でも演奏されている。
「蘇州夜曲」や「伝わりますか」（いずれも『SCENE』収録）のイメージになるようにレコーディングしたという。
12. 見上げてごらん夜の星を
1960年に同名ミュージカルの主題歌として発表され、1963年に坂本九がシングル発売してヒットした曲である。こちらも数多くのカバー作品が発表されている。
2012年のコンサート『ASKA CONCERT 2012 昭和が見ていたクリスマス!? Prelude to The Bookend』と同じく、ラストを飾る曲として置かれている。

## 参加ミュージシャン
| 君は薔薇より美しい - Drums：江口信夫 - Bass：MECKEN - E.Guitar：鈴川真樹 - Strings：クラッシャー木村ストリングス - Horns：YOKAN Horns 巴里にひとり - Drums：宮田繁男 - Bass：MECKEN - A.E.Guitar：古川望 木綿のハンカチーフ - A.E.Guitar：西川進 - Strings：クラッシャー木村ストリングス さらば恋人 - Drums：宮田繁男 - Bass：MECKEN - A.Guitar：西川進 - Violin/Viola：真部裕 - Cello：遠藤益民 廃墟の鳩 - A.E.Guitar：古川望 - Piano：十川ともじ 上を向いて歩こう - Guitar：古川昌義 - Violin/Viola/Cello：クラッシャー木村 | 生きがい - A.E.Guitar：古川昌義 蒼い星くず - Drums：屋敷豪太 - Bass：MECKEN - A.E.Guitar：古川望 - Piano：十川ともじ 七色のしあわせ - Drums：松永俊弥 - Bass：惠美直也 - E.Guitar：西川進 旅人よ - A.E.Guitar：古川望 - Bass：MECKEN - Piano：十川ともじ ここに幸あり - Bass：美久月千晴 - A.Guitar：土方隆行 見上げてごらん夜の星を - Bass：MECKEN - E.Guitar：西川進 - Violin/Viola：真部裕 - Cello：遠藤益民 |